# Daniel Weisweiller

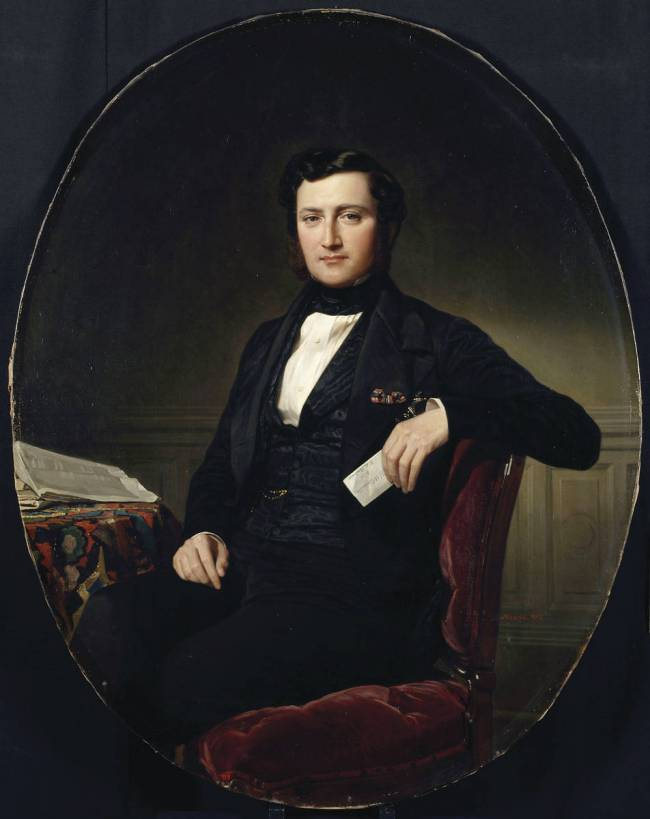
Daniel Weisweiller (1857), por Federico Madrazo (Museo Bonnat).

Daniel Bernard Weisweiller (1814-1892) fue un banquero español de origen judeo-alemán.

## Biografía
Nació en 1814 en la ciudad alemana de Fráncfort, en una familia de ascendencia judía. A temprana edad pasó a trabajar para la reconocida casa Rotschild. Hacia 1835 marchó a la capital de España para trabajar a las órdenes de Lionel Rothschild, quien le dio plenos poderes para actuar en nombre de la casa Rothschild. En poco tiempo se reveló como un hombre activo y eficaz, que sabía moverse entre los círculos políticos y financieros de Madrid. Como ha señalado el historiador Niall Ferguson, Weisweiller fue «el agente más importante de los Rothschild en la década de 1830». A través de sus contactos emprendió negocios en varios sectores.
Ya en 1838, mediante sus influencias, se hizo con un importante contrato para el comercio del mercurio español, procedente de las minas de Almadén. Sin embargo, no tardó mucho en empezar a sobrellevar una gran carga de trabajo, por lo que en 1848 fue enviado desde Viena otro empleado de la casa, Ignacio Bauer, para que le apoyase en esta labor. Desde ese momento, tanto Weisweiller como Bauer actuaron como representantes de Rotschild en España. Otro de sus grandes éxitos empresariales fue el ferrocarril. Weisweiller tendría —junto a Bauer— un importante papel en la fundación de la Compañía de los Ferrocarriles de Madrid a Zaragoza y Alicante (MZA), y su posterior desarrollo. Posteriormente, llegó a ser miembro del consejo de administración de MZA. En sus últimos años vivió retirado de los negocios, falleciendo en 1892. Con su muerte, Bauer asumió en solitario la representación de Rotschild en España.